# 쓰가루 해협선
쓰가루 해협선(일본어: 津軽海峡線, つがるかいきょうせん 쓰가루 가이쿄센[*])은 아오모리역과 하코다테역을 잇는 철도 노선의 안내상의 명칭이다. 2016년 3월 26일의 홋카이도 신칸센의 개업 이후 기존 쓰가루 해협선 구간의 여객 열차는 신칸센 열차만 운행하며, 쓰가루 해협의 세이칸 터널을 통과하는 재래선 여객 열차는 일부 단체 임시 열차를 제외하면 전부 소멸했다. 이 때문에 "쓰가루 해협선"의 명칭은 폐지되었다.
또한 쓰가루 해협선의 일부를 구성하였던 에사시 선 전 구간이 제3섹터 철도회사인 도난 이사리비 철도로 이관되었다.

## 개요
1988년 3월 13일, 세이칸 터널 개통에 따라 가이쿄 선이 개업하면서 이하의 4개 선구(총 158.1km)를 경유하여 운행하는 운행계통에 붙여졌다.
- 쓰가루 선의 일부: 아오모리 - 신나카오구니 신호장 구간(31.4 km)
- 가이쿄 선 전 구간: 신나카오구니 신호장 - 기코나이 구간(85.5 km)
- 에사시 선 전 구간 : 기코나이 - 고료카쿠 구간(37.8 km)
- 하코다테 본선의 일부: 고료카쿠 - 하코다테 구간(3.4 km)

쓰가루 선은 동일본 여객철도, 나머지는 홋카이도 여객철도의 관할이나, 운전관제는 홋카이도 여객철도에 소속된 하코다테 지령소에서 통합적으로 하였다.

## 차량
- 485계 3000번대
- 789계

## 역 목록
| 역 이름             | 일본어 이름    | 거리  | 접속 노선                                   | 소재지                                  |
| ------------------- | -------------- | ----- | ------------------------------------------- | --------------------------------------- |
| 아오모리            | 青森           | 0.0   | 오우 본선 아오이모리 철도 아오이모리 철도선 | 아오모리현 아오모리시                   |
| 쓰가루 선 구간      |                |       |                                             |                                         |
| 가니타              | 蟹田           | 27.0  | 쓰가루 선 민마야 방면 열차                  | 아오모리 현 히가시쓰가루군 소토가하마정 |
| 나카오구니          | 中小国         | 31.4  | 쓰가루 해협선 열차는 무정차통과함           | 아오모리 현 히가시쓰가루군 소토가하마정 |
| 신나카오구니 신호장 | 新中小国信号場 | 33.7  | 쓰가루 선 분기점                            | 아오모리 현 히가시쓰가루군 소토가하마정 |
| 가이쿄 선 구간      |                |       |                                             |                                         |
| 기코나이            | 木古内         | 116.9 | 에사시 선                                   | 홋카이도 가미이소 군 기코나이정         |
| 에사시 선 구간      |                |       |                                             |                                         |
| 고료카쿠            | 五稜郭         | 154.7 | 하코다테 본선 삿포로 방면 열차              | 홋카이도 오시마 지청 하코다테시         |
| 하코다테 본선 구간  |                |       |                                             |                                         |
| 하코다테            | 函館           | 158.1 | 하코다테 시 교통국 오모리 선 · 본선         | 홋카이도 오시마 지청 하코다테 시        |

## 같이 보기
- 쓰가루 해협
- 세이칸 연락선
- 홋카이도 신칸센